# Dinar libi
El dinar libi (àrab: دينار ليبي, dīnār lībī, o simplement دينار, dīnār) és la unitat monetària de Líbia. El codi ISO 4217 és LYD, i l'abreviació és LD (o, en àrab, ل.د). Se subdivideix en 1.000 dírhams (en àrab درهم, dirham), a diferència de la majoria de monedes, que tenen una subdivisió centesimal.
Mentre Líbia va formar part de l'Imperi Otomà, es va utilitzar la piastra otomana (en àrab قرش, qirx, pl. قروش, qurūx; en turc kuruş), i no va ser fins al 1844 que es van emetre algunes monedes locals. Quan Itàlia va assumir el control del país el 1911, es va introduir la lira italiana. El 1943, Líbia es va dividir sota sobiranies francesa i britànica. Al cantó francès es va utilitzar el franc algerià i al britànic es van emetre lires.
El 1951, Líbia va esdevenir un estat independent i s'hi va introduir la lliura líbia (LYP) a una taxa d'1 lliura = 480 lires = 980 francs. La lliura es va dividir en 100 piastres (en àrab قرش, qirx) i 1.000 mil·lims (en àrab مليم, millīm; pl. مليمات, millīmāt). El 1971 es va substituir la lliura pel dinar a una taxa paritària d'1 a 1, i el dírham va reemplaçar el millième.
Emès pel Banc Central de Líbia (en àrab مصرف ليبيا المركزي, Maṣraf Lībiyā al-Markazī), en circulen bitllets de 50, 20, 10, 5, 1, ½ i ¼ dinars, i monedes de ½ i ¼ dinars i de 100 i 50 dírhams. Encara tenen valor legal les monedes de 20, 10, 5 i 1 dírham, si bé circulen molt rarament.

## Taxes de canvi
- 1 EUR = 1,53757 LYD (28 d'abril de 2020)
- 1 USD = 1,41963 LYD (28 d'abril de 2020)